# Jacky Courtillat
Jacky Courtillat, né le 8 janvier 1943 à Melun est un ancien escrimeur français pratiquant le fleuret formé par le maître d'armes Ernest Revenu.
Il a participé aux Jeux olympiques de 1960 et ceux de 1964 où il a obtenu une médaille de bronze. Par la suite, il est devenu maître d'armes et entraîneur national.
Il était membre du cercle d'escrime de Melun (CEM).

## Palmarès
- Vice-champion du Monde individuel au fleuret  aux Championnats du Monde Juniors de 1961 à Duisbourg,  Allemagne.

- Champion du Monde individuel au fleuret aux Championnats du Monde Juniors de 1962 au Caire,  Égypte.

- médaillé de bronze au fleuret individuel aux Championnats du Monde Juniors de 1963 à Gand,  Belgique.

- médaillé de bronze par équipe au fleuret aux championnats du monde de 1963 à Gdańsk,  Pologne.

- Champion de France individuel au fleuret en 1964.

- médaillé de bronze en équipe au fleuret aux Jeux olympiques d'été de 1964 à Tokyo,  Japon.

- médaillé de bronze par équipe au fleuret aux championnats du monde de 1965 à Paris,  France.

## Source
- Jacques Tribotte, Des Champions et des Hommes : Cinquante ans de sport en Seine-et-Marne, Étrépilly, Presses du Village, 2001.